# Rue de Mayence
La rue de Mayence est une voie de Nantes, en France.

## Situation et accès
Située dans le centre-ville de Nantes, la rue de Mayence, qui relie la rue de Jemmapes à la rue de Rieux, est bitumée et ouverte à la circulation automobile. Elle rencontre sur son côté ouest les rues de Colmar et de Saverne.

## Origine du nom
Son nom, attribué afin de marquer le souvenir la ville allemande de Mayence, qui fit l'objet d'un siège en 1793, alors qu'elle était occupée par l'Armée française commandée par le général Kleber. Les troupes françaises qui venaient d'abandonner la place firent leur entrée à Nantes le 6 septembre 1793.

## Historique
Cette marquait la limite ouest du Champ de Mars. Le côté de la rue fut successivement par u marché au légumes, puis par le palais du Champ de Mars de 1937 à 1988, et enfin par le siège social du CIC Ouest inauguré en 1991.